# Antònia Font
Antònia Font är en poprockgrupp från Mallorca (Spanien), aktiv 1997–2013 samt från 2022. Man spelar en lekfull och uppfinningsrik pop, där inspiration bland annat hämtades från rymden, egensinniga uppfinnare och vardagshändelser. All musik framförs till texter på den baleariska varianten av katalanska. Detta till trots har gruppen rönt stora framgångar på nationell spansk nivå och mottog ett flertal priser.
Gruppen klassificerar sin musik som "pop", trots att själva musiken komponerats utan tanke på någon speciell stil. Därför har låtarna ofta en spontan och originell karaktär. Gruppens huvudsakliga låtskrivare är Joan Miquel Oliver, tidigare medlem i Fora des Sembrat. Efter gruppens nedläggning 2013 fortsatte Oliver sin solokarriär, men 2021 meddelade de forna gruppmedlemmarna att de skulle återsamlas. Våren 2022 kom Un minut estroboscòpica, det första albumet på tio år.

## Historia

### Bakgrund
Bakgrunden till gruppnamnet har förklarats på olika sätt. När gruppen tillfrågats i saken, har man återkommande svarat att det härrör från en studentska som man kände vid tiden för gruppens bildande. De har förklarat att det var på skämt som de bestämde sig för att, som en grupp på fem män, ta ett gruppnamn från en kvinna.
Slutligen avslöjade Joan Miquel Oliver, i programmet Bestiari il·lustrat på TV-kanalen Canal 33, att det mest "musikaliska" av namnen på gruppmedlemmarnas kvinnliga universitetsbekanta var just Antònia Font, och det därför passade bäst – stod ut bäst – när man skulle lansera sig som grupp.

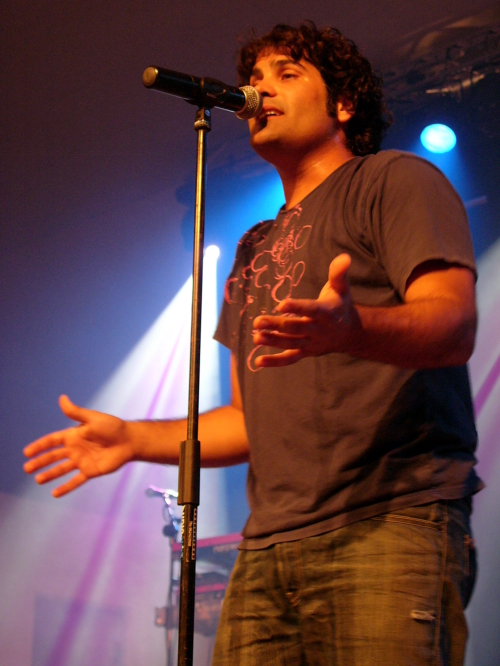
Pau Debon, en av få spanska pop- eller rockartister som sjunger på mallorkinska.

### Första åren
1997 spelade Antònia Font in sin första demo, med de fyra låtarna ”Cibernauta Joan”, ”S'Univers és una festa”, ”Rumba” och ”Es xifon és un aparato”. Deras första konsert kom senare samma år, vid en lokal festival i Bunyola. Joan Miquel var vid denna tid tidvis medlem av gruppen Fora des Sembrat, och även efter bildandet av Antònia Font skulle han komma att fortsätta som låtskrivare för detta band.
1999 spelade de in sitt första album, Antònia Font, på studion TJ Sò. Producent var Tomeu Janer. 17 februari 2001 släpptes gruppens andra album, A Rùssia, vid ett evenemang i Barcelona, och belönades senare med Disc catalá de l'any (Årets katalanska album), utdelat av Ràdio 4. Dessa båda första plattor präglades av en tydlig tonvikt på överraskande sång- och textelement.
Deras nästa verk, betitlat Alegria, presenterades året därpå. Den belönades med Premi Puig-Porret, det stora priset på den årliga musikfestivalen i Vic.

### 2004–2007
2004 släpptes gruppens fjärde album, Taxi. Till ljud-CD:n fogades en särskild video-DVD och ett stort texthäfte.

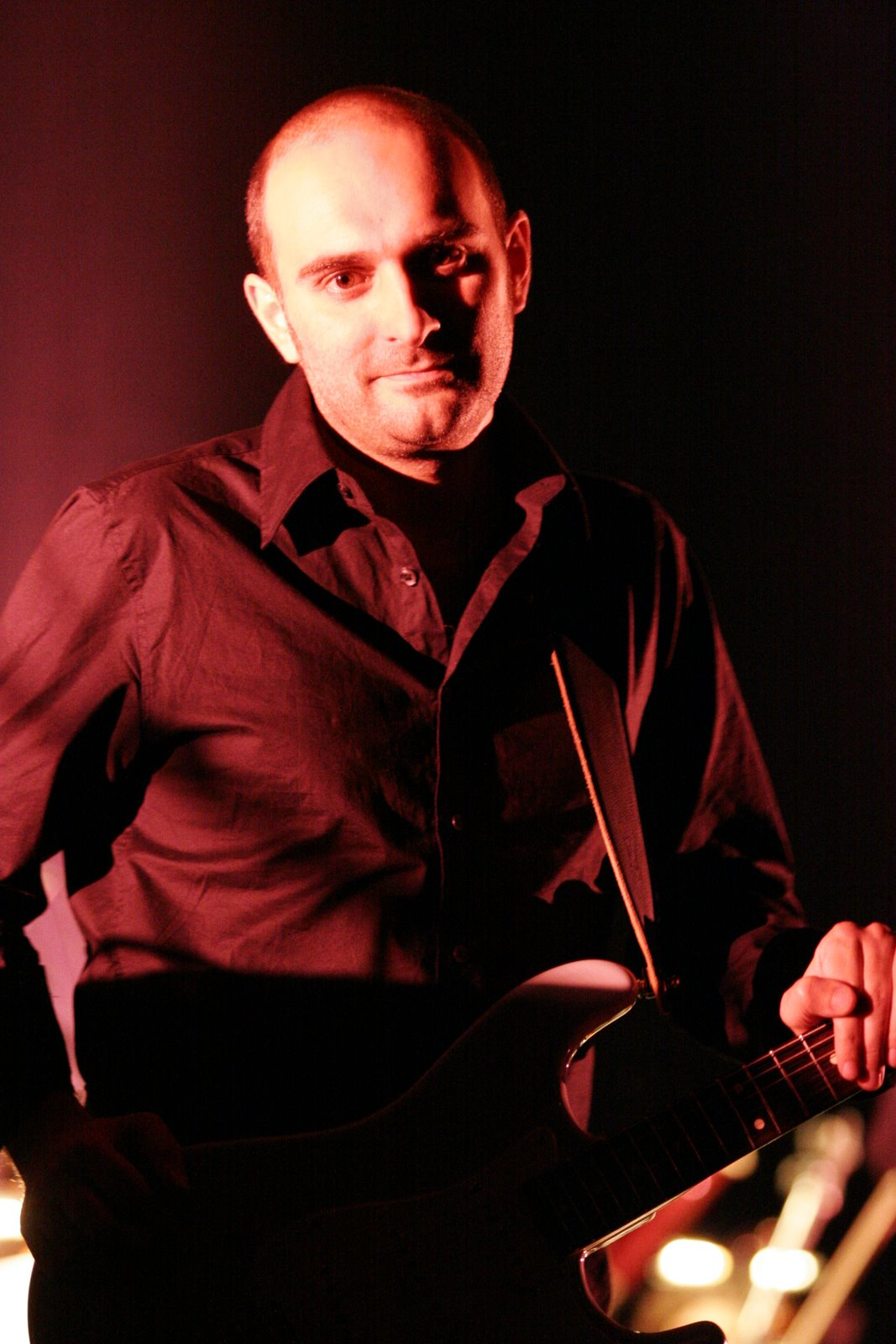
Gruppens gitarrist och låtskrivare Joan Miquel Oliver.

Nästa album, Batiscafo Katiuscas, kom 2006. Medan Taxi hade karakteriserats av material som handlade om rymden och fiktiva världar och personer, var Batiscafo Katiuscas en inre resa kretsande kring teman som ensamhet och melankoli.
Året därpå släpptes Coser i cantar, inspelad tillsammans med den femtiohövdade Bratislavas Symfoniorkester. Den presenterade 20 låtar från gruppens tidigare plattor i arrangemang av den moderne kompositören Miquel Àngel Aguiló. Juli 2008 belönades albumet med Premi Nacional de Música (Nationella Musikpriset) av Generalitat de Catalunya som i sin prismotivering beskrev verket som ”den personliga tolkningen av poprockmusik på katalanska av denna mallorquinska kvintett”. Albumet belönades också med 2008 års pris för bästa popalbum (första gång detta pris utdelades till ett album med sång på katalanska), utdelat av spanska Academia de la Música.

### Sista åren
Därefter dröjde det tre år till gruppens nästa album, som släpptes 12 april 2011 med titeln Lamparetes. Därmed satte de stopp på spridda rykten om att gruppen hade upplösts. 22 mars hade gruppen släppt låten ”Clint Eastwood” på singel.

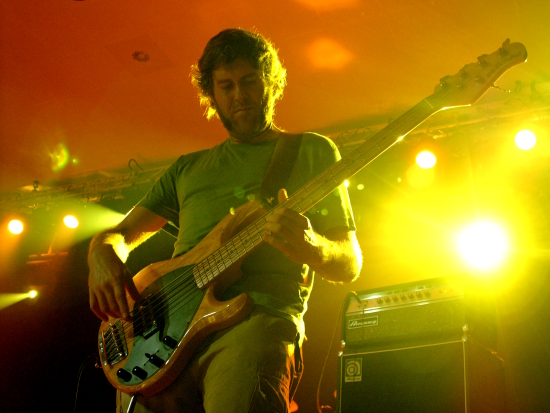
Joan Roca med sin elbas, vid spelning i Gandia i Valencia-regionen.

Samma år distribuerade musiktidningen Enderrock skivan Alegria revisitat med sitt julinummer. Skivan innehöll coverversioner av sånger från gruppens tredje album Alegria, inspelningar som var gjorda av katalanska artister som Tomeu Penya och Mishima. Den 13 december utgavs en utökad version av denna platt under namnet El pop d'Antònia Font. Versions halògenes. Den innehöll nio av tio låtar från Alegria revisitat, kompletterat med tio coverversioner på låtar från andra album av Antònia Font. Samtidigt publicerade duon Pulpopop en musikvideo med sin egen version av "Tots es motors" från albumet A Rússia.
Redan ett drygt år senare, i september 2012, kom nästa album från gruppen, Vostè és aquí. Den bestod av hela 40 stycken mellan en och två och en halv minuter långa låtar. Gruppen påbörjade samma månad en turné i nordkatalanska Vic.
28 november 2013 offentliggjorde gruppen sin kommande upplösning. Deras sista konsert arrangerades 27 december på Teatre Principal de Palma i Palma, Mallorca. I meddelandet sa man sig vara nöjda med vad man åstadkommit under de 16 åren och åtta skivorna, och att tiden var kommen för gruppmedlemmarna att istället satsa på egna projekt – med eller utan musikanknytning. Alla i gruppen var överens om beslutet, sas det. Med deras åttonde album Vostè és aquí, hade man nått vägs ände med sitt konstnärliga musikprojekt.
Januari 2014 publicerades konsert-DVD:n Gran Teatre Del Liceu. Den samlade gruppens konsert på Barcelonas opera Liceu 30 mars 2008, då man framträdde tillsammans med New Royal Philharmonic Cuatro Quesos Orchestra under ledning av Miquel Àngel Aguiló.

### Nystart 2022
I maj 2021 meddelade gruppens sångare Pau Debon, i branschtidningen Rock delux, överraskande att Antònia Font kommer att återuppstå. Man gör det i samband med 2022 års Primavera Sound-festival, som arrangeras i början av juni månad i Barcelona. Det hela började som ett rykte, i samband med att den nästa år 20-årsjubilerande musikfestivalen satte upp reklamtavla modell större vid Carrer Mallorca i centrala Barcelona. På tavlan fanns den korta texten alegria! (ung. "Gläd er!") samt en QR-kod som gick till webbplatsen antoniafont.cat. Antònia Fonts album med namnet Alegria är under den festivalen också 20 år gammal.
Då hade gruppen inte spelat ihop sedan 2013 – med undantag för 2018. Det året deltog man i "protestkonsert" i Palma, i samband med att den mallorkinske rapparen Valtònyc åtalats för majestätsbrott och tvingats gå i exil.

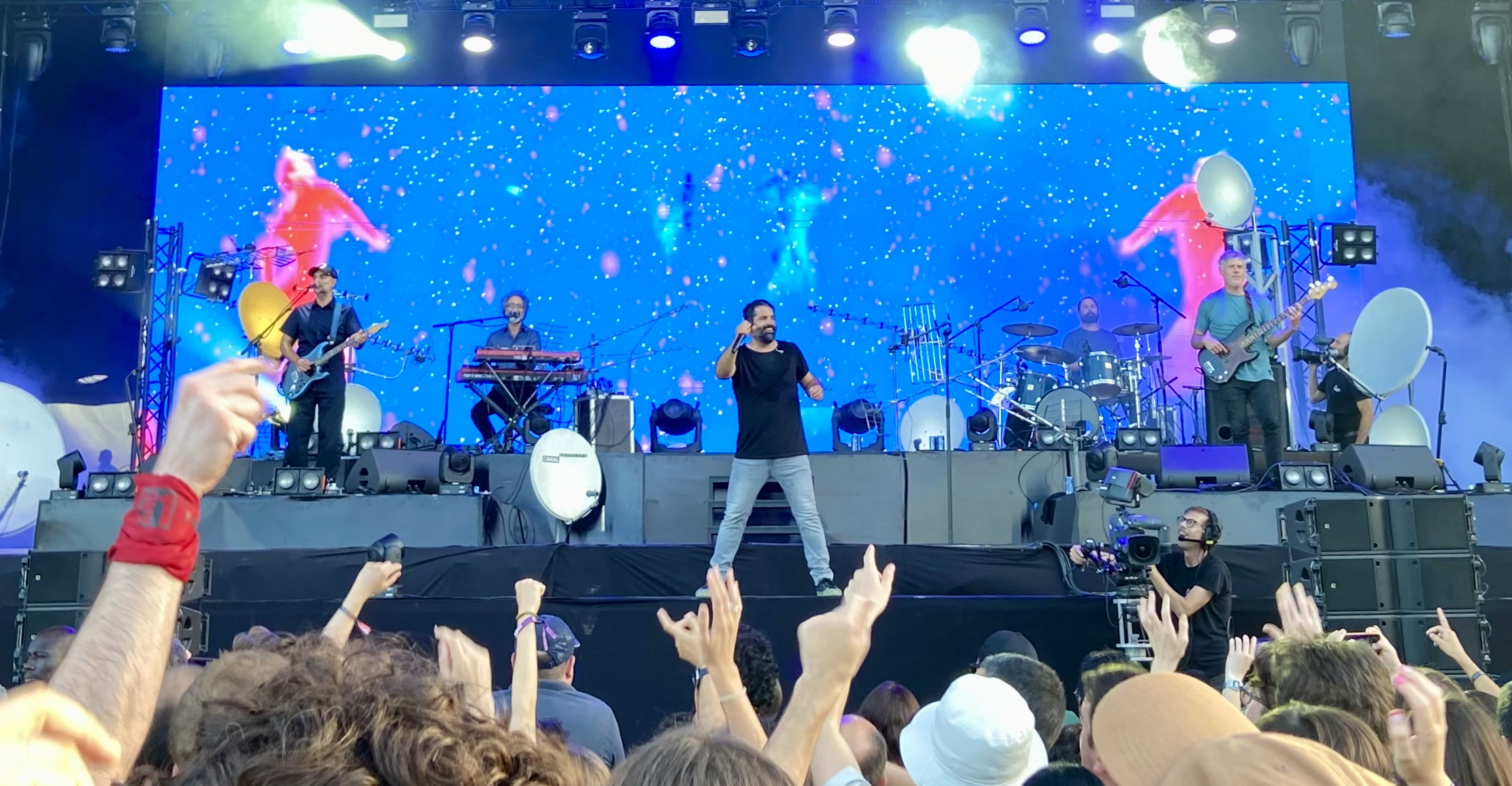
Antònia Font på musikfestivalen Primavera Sound 2022.

I mars 2022 publicerades Un minut estroboscòpica, gruppens första album på tio år. Titellåten hade dessförinnan släppts som singel i december, följt av "Una daixona de pols" i februari. De tio låtarna var alla skrivna av Joan Miquel Oliver, och Pau Riba fungerade som tidigare som frontsångare. Den efterföljande konsertturnén avslutades inför 15 000 åskådare på Palau Sant Jordi, där gruppen sa ett tillfälligt adjö till sina fans. Oliver återgick därefter till sin solokarriär, som närmast inkluderade ett livealbum, en egen turné och ett studioalbum hösten 2023. I september samma år avslöjades dock att Antònia Font återkommer med en ny turné under 2024.

## Stil och betydelse
Antònia Font är en av få artister eller grupper inom spansk populärmusik där man sjunger på mallorkinska. Denna språkversion präglas bland annat av att de bestämda artiklarna el, la, els och les från annan katalanska här motsvaras av es, sa, ets och ses. Joan Miquel Olivers sånger har ofta både poetiska och experimentella/lekfulla inslag, exempelvis med science fiction- eller historiska kopplingar. Framgångarna för gruppens lekfulla pop bidrog till utvecklingen och spridningen av katalanskspråkig populärmusik under 00-talet, när en ny generation av grupper och artister tog vid efter den äldre rock català-vågen. Manel, Ferran Palau och Maria Jaume är bara tre grupperingar som hämtat inspiration från den mallorkinska popgruppen.

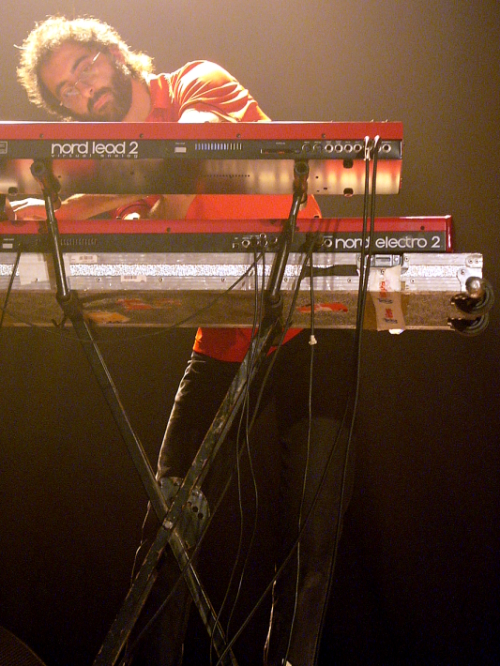
Keyboardisten Jaume Manresa (2008).

Titellåten från 2006 års Batiscafo Katiuscas var en historia om en mytisk ubåtskonstruktör och hans resa runt jorden. "Wa yeah!" från samma album lanserades med en delvis stop motion-animerad video som innehöll udda gul kostymering med gummistövlar, påminnande om amerikanska avantgardegruppen Devo. Katiuska är ett spanskt vardagsuttryck för gummistövel, myntat efter Katiuska, la mujer rusa ('Katiuska, den ryska kvinnan'). Denna zarzuela (en spansk form av musikal) från 1931 innehöll bland annat en titelfigur som gick omkring med långa gummistövlar genom hela uppsättningen.
Gruppen har vid två tillfällen vunnit Premi Enderrock som Årets grupp. Det skedde dels 2012, dels 2023 – efter ett decennium utan närvaro på den katalanskspråkiga musikscenen.

## Produktion

### Gruppens diskografi
| År   | Titel                   | Skivbolag        | Kommentarer |
| ---- | ----------------------- | ---------------- | --- |
| 1999 | Antònia Font            | Blau/DiscMedi    | |
| 2001 | A Rússia                | Música Global    | Disc Català de l'Any (Årets katalanska skiva), utdelad av Ràdio 4.                                                |
| 2002 | Alegria                 | Virgin-Drac      | Premi Puigporret de la Crítica för Årets bästa skiva; Tvåa i Rockdelux-omröstningen om Årets bästa spanska skiva. |
| 2004 | Taxi                    | Blau/DiscMedi    | MMVV:s Premi Altaveu för Årets bästa popskiva; Årets skiva (både hos l'Enderrock och hos Rock'n'clàssic)          |
| 2006 | Batiscafo Katiuscas     | Blau/DiscMedi    | |
| 2007 | Coser i cantar          | Blau/DiscMedi    | Orkesterversioner av låtar från tidigare skivor.                                                                  |
| 2008 | Pareix talment una foto | DiscMedi         | Konsertinspelning. Endast tillgänglig som digital nedladdning.                                                    |
| 2011 | Lamparetes              | Robot Innocent   | |
| 2012 | Vostè és aquí           | Robot Innocent   | |
| 2022 | Un minut estroboscòpica | Primavera Labels | Första albumet på tio år.                                                                                         |

### DVD
- 2014 – Gran Teatre Del Liceu, Robot Innocent (konsertinspelning från 2008)

### Hyllningsalbum
- 2011 – Alegria revisitat
  - 2011 – El pop d'Antònia Font. Versions halògenes (utökad nyutgåva)

## Utmärkelser
- 2002 – Premi Puig-Porret (Alegria)[28]
- 2004 – Premi Altaveu[31]
- 2008 – Premio de la Música för bästa popalbum (Coser i cantar)[28]
- 2008 – Premi Nacional de Cultura (Música), utdelat av Generalitat de Catalunya[28]
- 2011 – Premi Puig-Porret (Lamparetes)[32]
- 2012 – Premi Enderrock som Årets grupp[28]
- 2023 – Premi Enderrock som Årets grupp (kritikerpriset)[29]